# Захарченя, Борис Петрович

Могила Б. П. Захарчени на Никольском кладбище в Санкт-Петербурге

Бори́с Петро́вич Захарче́ня (1 мая 1928, Орша, Витебская область — 10 апреля 2005, Санкт-Петербург) — советский и российский физик, академик РАН (1992; член-корреспондент АН СССР с 1976).

## Биография
Борис Петрович Захарченя родился в Орше в семье военного инженера. В 1932 семья переехала в Ленинград, где он окончил среднюю школу. В 1952 году окончил физический факультет Ленинградского государственного университета. С 1952 года работал в Физико-техническом институте им. А. Ф. Иоффе АН СССР. В Физико-техническом институте работал лаборантом, младшим научным сотрудником, заведующим лабораторией, директором Отделения физики твердого тела ФТИ им. А. Ф. Иоффе. В 1966 году защитил докторскую диссертацию на тему «Магнитооптические явления в кристаллах». С 1972 года преподавал в Ленинградском электротехническом институте. 23 декабря 1976 года был избран членом-корреспондентом Академии наук СССР. 11 июня 1992 года был избран академиком РАН по специальности «физика». Член Международного Союза чистой и прикладной физики (IUPAP), член Американского физического общества.

## Научные достижения
Основные работы посвящены физике твердого тела, спектроскопии и магнитооптике полупроводников, оптоэлектронике.
Открыл штарк-эффект экситона и ионизацию экситонных состояний в слабых внешних полях. Совместно с Е. Ф. Гроссом открыл осцилляцию магнитопоглощения в закиси меди. Доказал существование квазиодномерных экситонов.
С 1988 года Б. П. Захарченя был главным редактором журнала «Физика твердого тела».

## Награды и премии
- Ленинская премия (1966)[4]
- Государственная премия СССР (1976)[4]
- Золотая медаль имени П. Н. Лебедева РАН (1996)[6]
- Орден «За заслуги перед Отечеством» IV степени (04.12.1998)[7]
- Орден «Знак Почёта» (29.04.1988)
- Премия имени А. Ф. Иоффе (2004)[8]

## Признание
- 5 октября 1998 года в честь Б. П. Захарчени назван астероид 5453 Zakharchenya, открытый в 1975 году астрономом Т. М. Смирновой.